# شرق اوکراین

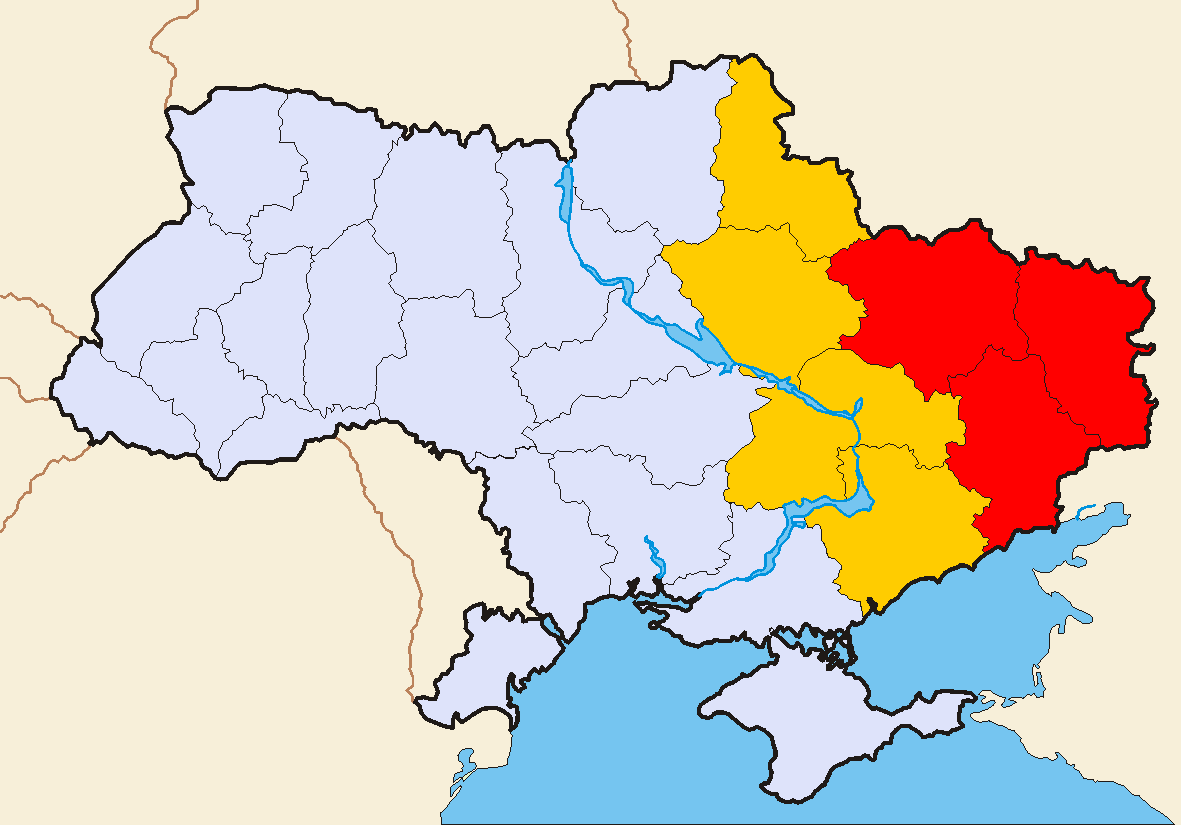
چندین استان را می‌توان به عنوان «اوکراین شرقی» نام برد:
سرخ - همیشه جزو شرق به‌شمار می‌آید.
نارنجی - گاه جزو شرق اوکراین به‌شمار می‌آید.

شرق اوکراین (اوکراینی: Східна Україна، آوانگاری: Skhidna Ukrayina ; روسی: Восточная Украина) به‌طور کلی به سرزمین‌های اوکراین در شرق رودخانه دنیپرو، به ویژه مناطق خارکیف، لوهانسک و دونتسک اشاره دارد. استان‌های دنیپروپتروفسک و زاپوریژژیا نیز گاهی به عنوان شرق اوکراین در نظر گرفته می‌شوند. از نظر قلمروهای سنتی، این منطقه بخش‌هایی از جنوب اسلوبودا اوکراین، دونباس و ساحل غربی آزوف (پریازویا) را در بر می‌گیرد.
تقریباً یک سوم جمعیت کشور در این منطقه زندگی می‌کنند که شامل چندین شهر با جمعیتی حدود یک میلیون نفر می‌شود. در داخل اوکراین، این منطقه بسیار شهری است، به ویژه بخش‌هایی از استان خارکیف در مرکز، استان لوهانسک در جنوب غرب و مناطق مرکزی، شمالی و شرقی استان دونتسک. رایج‌ترین زبان در شرق اوکراین روسی است.

## جغرافیا
این منطقه از نواحی جنوبی مرتفع روسیه مرکزی تا سواحل شمالی دریای آزوف؛ از مرز شرقی با روسیه تا دریای سیاه و دشت‌های دنیپر (از جمله کرانه‌های چپ دنیپر) به سمت غرب امتداد دارد. علاوه بر دنیپر، رودخانه اصلی شرق اوکراین رود دونتس است که نام منطقه اقتصادی اصلی آن بخش از کشور، دونباس (حوضه دونتس) از آن گرفته شده‌است.

### شهرها و جمعیت
این قلمرو به شدت شهری است و معمولاً با دونباس مرتبط است. سه کلان‌شهر بزرگ یک مثلث صنعتی را در داخل منطقه تشکیل می‌دهند. از جمله شهرهای بزرگ با جمعیت بیش از ۲۰۰۰۰۰ نفر می‌توان به خارکیف، دنیپرو، دونتسک - ماکیوکا، زاپوریژژیا، ماریوپل، لوهانسک، هورلیوکا و کامیانسکه اشاره کرد. شهرهای دونتسک و ماکییوکا با نزدیکی بسیار نزدیک به شهرهای مهم دیگر مانند هورلیفکا و یناکییف، محدوده‌ای را ایجاد کرده‌اند که مشخصه آن گسترش بی‌رویه شهری است.
| استان              | نام اوکراینی             | مساحت به کیلومتر مربع | جمعیت در سرشماری ۲۰۰۱ | جمعیت در برآورد ۲۰۱۲ |
| ------------------ | ------------------------ | --------------------- | --------------------- | -------------------- |
| دونتسک             | Донецька область         | ۲۶٬۵۱۷                | ۴٬۸۲۵٬۵۶۳             | ۴٬۴۰۳٬۱۷۸            |
| خارکیف             | Харківська область       | ۳۱٬۴۱۸                | ۲٬۹۱۴٬۲۱۲             | ۲٬۷۴۲٬۱۸۰            |
| لوهانسک            | Луганська область        | ۲۶۶۸۳                 | ۲٬۵۴۶٬۱۷۸             | ۲٬۲۷۲٬۶۷۶            |
| مجموع برای ۳ استان |                          | ۸۴۶۱۸                 | ۱۰٬۲۸۵٬۹۵۳            | ۹٬۴۱۸٬۰۳۴            |
| زاپوریژژیا         | Запорізька область       | ۲۷٬۱۸۳                | ۱٬۹۲۹٬۱۷۱             | ۱٬۷۹۱٬۶۶۸            |
| دنیپروپتروفسک      | Дніпропетровська область | ۳۱٬۹۲۳                | ۳٬۵۶۱٬۲۲۴             | ۳٬۳۲۰٬۲۹۹            |
| مجموع برای ۵ استان |                          | ۱۴۳۷۲۴                | ۱۵٬۷۷۶٬۳۴۸            | ۱۴٬۵۳۰٬۰۰۱           |

## تاریخ

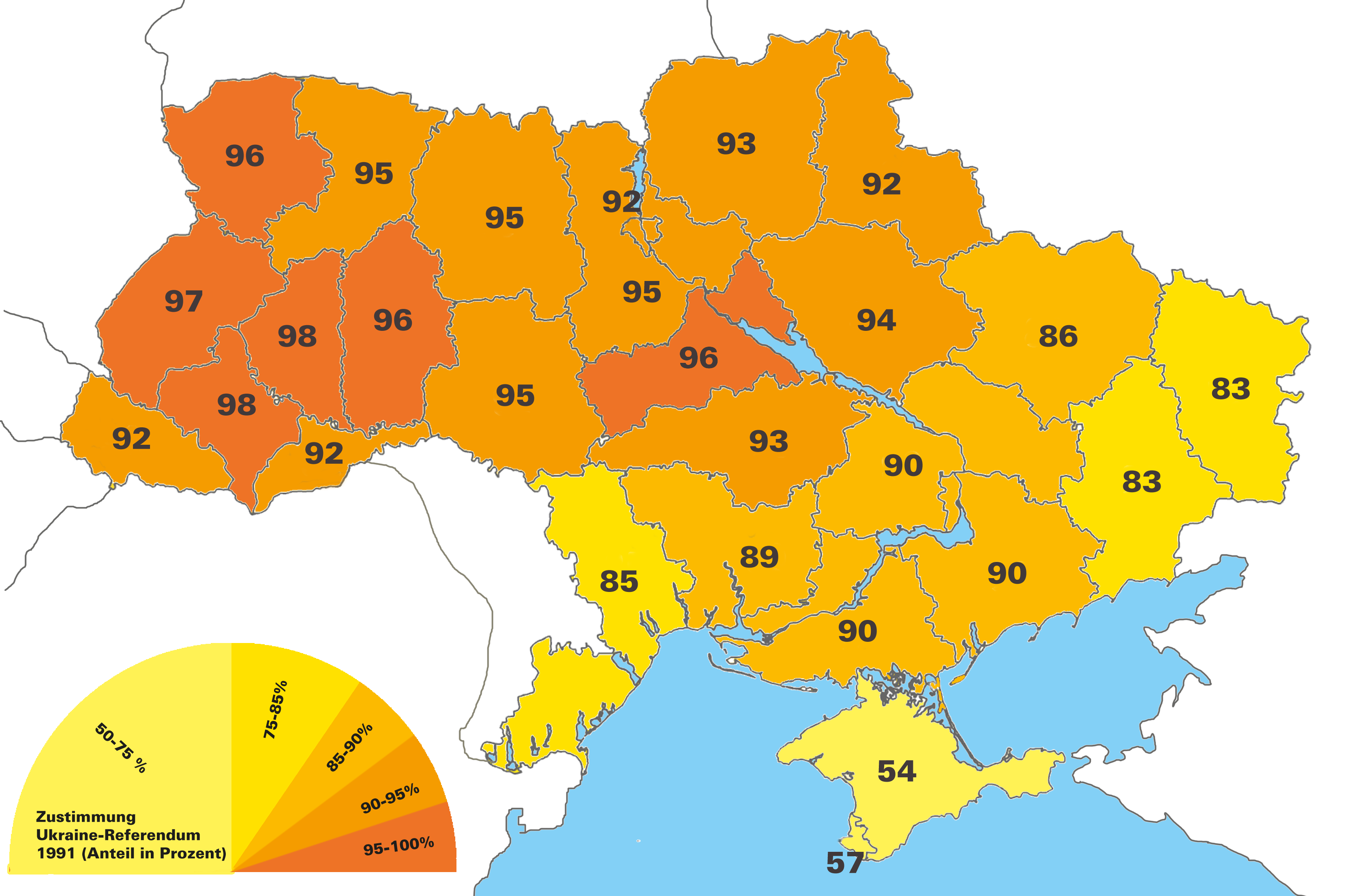
۱۹۹۱ همه‌پرسی استقلال اوکراین، آرای «بله» بر اساس منطقه

اکثریت بزرگی از رأی دهندگان در شرق اوکراین (۸۳ درصد یا بیشتر در هر استان) اعلام استقلال اوکراین را در همه‌پرسی سال ۱۹۹۱ تأیید کردند، اگرچه این ارقام به اندازه غرب نبود.
در سال ۲۰۱۴ تظاهرات طرفداران روسیه در بخش‌هایی از شرق اوکراین برگزار شد. برخی از معترضان «گردشگران» روس بودند. درپی بروز جنگ در دونباس هزاران نفر کشته و بیش از یک میلیون نفر آواره شدند. امروزه حدود نیمی از قلمرو دونباس تحت کنترل جمهوری خودخوانده مردم دونتسک و جمهوری خلق لوهانسک است.

## فرهنگ و زبان

درصد اهالی با قومیت اوکراینی در اوکراین بر اساس استان (سرشماری ۲۰۰۱)

درصد اهالی با زبان اوکراینی به عنوان زبان مادری در اوکراین بر اساس استان (سرشماری ۲۰۰۱)

بر اساس سرشماری سال ۲۰۰۱، اکثریت جمعیت شرق اوکراین را اوکراینی‌ها تشکیل می‌دهند، در حالی که روس‌ها اقلیت قابل توجهی در منطقه هستند. رایج‌ترین زبان در این مناطق روسی است که مدت‌ها در دولت و رسانه‌ها تسلط داشته‌است. وقتی اوکراین مستقل شد، هیچ مدرسه اوکراینی زبان در دونتسک وجود نداشت.
تفاوت‌های فرهنگی قابل توجهی در منطقه در مقایسه با بقیه اوکراین (به جز اوکراین جنوبی) وجود دارد مانند «دیدگاه‌های مثبت‌تر» در مورد زبان روسی و در مورد دوران شوروی و «دیدگاه‌های منفی» به مورد ملی‌گرایی اوکراینی
در طول انتخابات، رأی‌دهندگان استان‌های شرقی (و جنوبی) اوکراین به احزاب (حزب کمونیست اوکراین (CPU)، حزب مناطق ) و نامزدهای ریاست جمهوری (ویکتور یانوکوویچ) به جناح طرفدار روسیه و وضع موجود رأی دادند. رای‌دهندگان حزب کمونیست اوکراین و حزب مناطق به آنها بسیار وفادار بودند. اما به دنبال انقلاب اوکراین در سال ۲۰۱۴، حزب مناطق سقوط کرد و حزب کمونیست اوکراین ممنوع و غیرقانونی اعلام شد.
در اوت ۲۰۱۲ به هر زبان محلی که حداقل ۱۰ درصد از مردم به آن صحبت می‌کنند، این حق داده شد که در آن منطقه رسمی اعلام شود. در عرض چند هفته، روسی به عنوان یک زبان منطقه ای در چندین استان و شهر جنوبی و شرقی اوکراین رسمیت یافت. از آن زمان، زبان روسی می‌تواند در اسناد اداری آن شهرها/منطقه‌ها استفاده شود. در ۲۳ فوریه ۲۰۱۴، قانون زبان‌های منطقه‌ای لغو شد و زبان اوکراینی را به تنها زبان دولتی در همه سطوح حتی در شرق اوکراین تبدیل کرد، اما این رای توسط رئیس‌جمهور موقت الکساندر تورچینوف در ۲ مارس وتو شد. یک نظرسنجی در فوریه ۲۰۱۵ نشان داد که ۶۱ درصد از اهالی در استان‌های شرقی خواستار رسمیت روسی به عنوان «زبان دوم رسمی منطقه ای» بودند. قانون سال ۲۰۱۲ در مورد زبان‌های منطقه ای توسط دادگاه قانون اساسی اوکراین در ۲۸ فوریه ۲۰۱۸ پس از آن که این قانون را مغایر قانون اساسی اعلام کرد، لغو شد.

## دین
دین در شرق اوکراین (به‌جز دونباس) (۲۰۱۶)
بر اساس یک نظرسنجی در سال ۲۰۱۶ در مورد مذهب در اوکراین که توسط مرکز رازومکوف انجام شد، ۷۳٫۵٪ از جمعیت شرق اوکراین مسیحی بودند (۶۳٫۲٪ ارتدوکس شرقی، ۸٫۱٪ فقط مسیحی، ۱٫۰٪ پروتستان، و ۰٫۳٪ کاتولیک آیین لاتین)، ۰٫۵٪. مسلمان، ۰٫۳ درصد یهودی و ۰٫۳ درصد هندو بودند. غیر مذهبی‌ها هم حدود ۲۴٫۷ درصد جمعیت را تشکیل می‌دادند. این بررسی همچنین نشان داد که تقریباً ۵۵٫۶٪ از جمعیت شرق اوکراین (که در نقشه‌برداری رازومکوف شامل دونباس و شامل مناطق بلافاصله در غرب آن بود) دین‌باور بودند، در حالی که ۱۳٫۴٪ اعلام کردند که باور دینی ندارند. ۳٫۵ درصد نیز اعلام کردند که خداناباور هستند.

## افکار عمومی
یک نظرسنجی در سال ۲۰۰۷ توسط مرکز رازومکوف پرسید: "آیا مایلید منطقه شما از اوکراین جدا شود و به کشور دیگری بپیوندد؟" در شرق اوکراین، ۷۷٫۹ درصد از پاسخ دهندگان مخالف، ۱۰٫۴ درصد موافق، و بقیه ممتنع بودند.

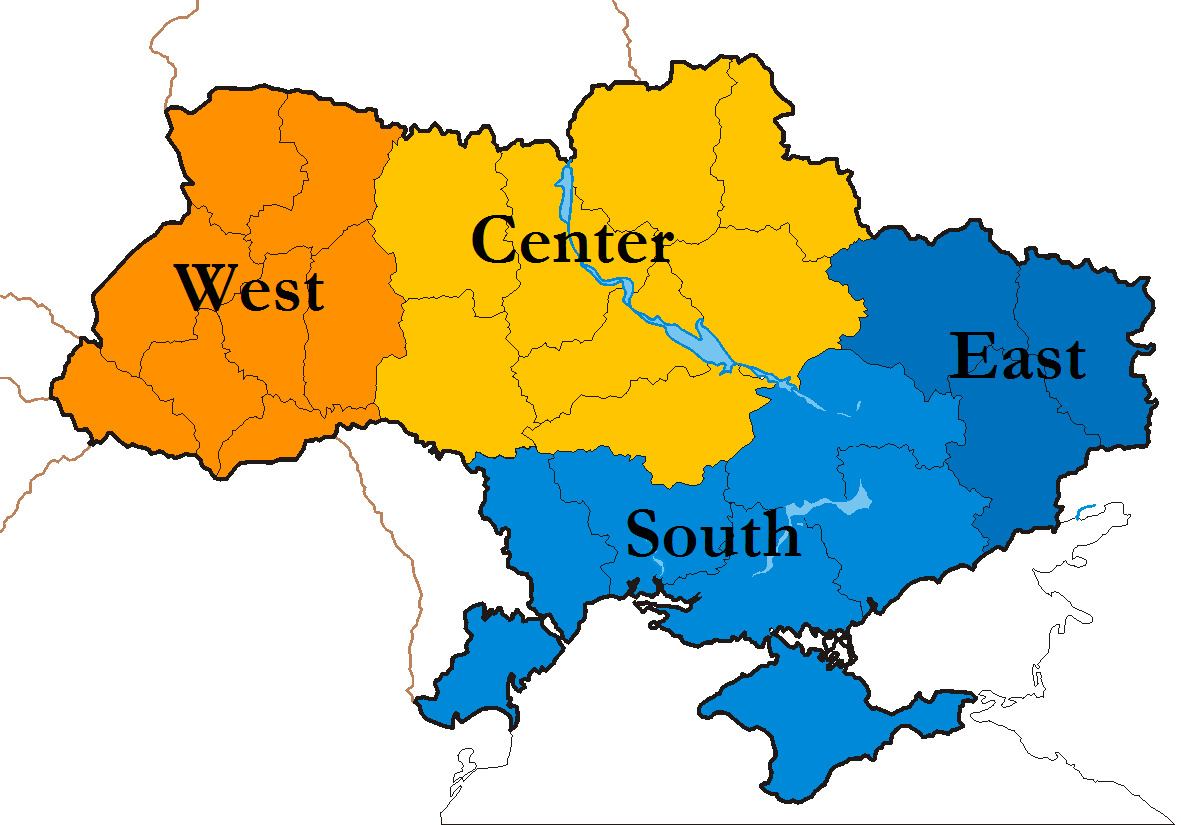
مؤسسه بین‌المللی جامعه‌شناسی کی‌یف (KIIS) از تقسیم جغرافیایی بالا در نظرسنجی‌های خود استفاده می‌کند.

در یک نظرسنجی که توسط مؤسسه بین‌المللی جامعه‌شناسی کی‌یف در نیمه اول فوریه ۲۰۱۴ انجام شد، ۲۵٫۸٪ از شرکت کنندگان در شرق اوکراین معتقد بودند که "اوکراین و روسیه باید در یک کشور واحد متحد شوند"، این درصد در سراسر کشور ۱۲٫۵٪ بود.
یک نظرسنجی در نوامبر ۲۰۱۵ که توسط Rating Group اوکراین در استان‌های دونتسک و لوهانسک انجام شد، به جز در جمهوری خلق دونتسک (DPR) و جمهوری خلق لوهانسک (LPR) در مناطق تحت کنترل، نشان داد که ۷۵ درصد از ساکنان می‌خواهند که کل منطقه دونباس جزئی از اوکراین بماند، ۷ درصد گفتند که باید به روسیه بپیوندند، ۱ درصد خواهان تبدیل شدن به یک کشور مستقل بودند. در پاسخ به این سؤال که آیا شهروندان روسی زبان تحت فشار یا تهدید هستند یا خیر، ۸۲ درصد پاسخ دادند «نه» و ۱۱ درصد پاسخ دادند «بله». در مورد گسیل نیرو توسط روسیه برای «حفاظت» از روسی‌زبانان در اوکراین ۲٪ «قطعاً» و ۷٪ «تا حدودی» از آن حمایت کردند، در حالی که ۷۱٪ با آن مخالف بودند. ۵۰ درصد خواهان این بودند که اوکراین یک کشور واحد با قدرت مرکزی باقی بماند، ۱۴ درصد خواهان این بودند که اوکراین یک کشور فدرال باشد، ۱۳ درصد گفتند که باید متحد بماند اما بدون کریمه، و ۷ درصد خواهان تقسیم آن به چند کشور بودند. اگر مجبور بودند بین اتحادیه گمرکی اوراسیا و اتحادیه اروپا یکی را انتخاب کنند، ۲۴٪ در شرق اوکراین (از جمله استان خارکیف) اتحادیه گمرکی اوراسیا و ۲۰٪ اتحادیه اروپا را ترجیح می‌دادند. در مورد پیوستن به ناتو، ۱۵ درصد موافق، ۱۵ درصد مخالف بودند، و اکثر آنها گفتند که رای نمی‌دهند یا پاسخ دادن به آن دشوار است.